# 朴民树
朴民树（1994年11月21日—），韩国男子竞技体操运动员，曾就读于漢陽大學，2014年亚洲运动会男子团体全能银牌得主和男子鞍马铜牌得主、2018年亚洲运动会男子团体全能铜牌得主。